# Lengau (Austria)
Lengau – miejscowość i gmina w Austrii, w kraju związkowym Górna Austria, w powiecie Braunau am Inn. Liczy 4,5 tys. mieszkańców.